# Ailuk
Ailuk es un atolón de 55 islas pertenecientes a las Islas Marshall con 488 habitantes (a principios de 2006) aproximadamente.